# Ankaramita
Ⅰ
La ankaramita es una roca ígnea de color oscuro y textura correspondiente a una basanita porfiritica rica en fenocristales de piroxeno y olivino. Contiene cantidades menores de plagioclasa y como minerales accesorios biotita, apatita y óxidos de fierro.
Su localidad tipo es Ankaramy, en Ampasindava, Madagascar. Fue descrita por primera vez en 1916.